# Skoleskibet Georg Stage (dokumentarfilm)
Skoleskibet Georg Stage er en dansk dokumentarisk optagelse fra 1909 produceret af Nordisk Films Kompagni.

## Handling
En dag på skoleskibet Georg Stage. Drengene begynder dagen med at vaske sig og spise morgenmad. Derefter dagens rutiner på skibet og gymnastik i lige rækker. En robåd sættes i vandet - 10'er med styrmand. Til sidst en rask brydekamp samt musik og dans på dækket.
Skoleskibet ”Georg Stage”, søsat 1882, blev 25. juni 1905 påsejlet og sænket i Københavns Havn. 22 unge mænd omkom. Skibet blev hævet og istandsat. ”Georg Stage” befinder sig i dag på marinemuseet i Mystic, Connecticut under navnet ”Joseph Conrad”.